# Juan Fernando Bonilla
Juan Fernando Bonilla Otoya es un ingeniero eléctrico y político colombiano  nacido en Cali que se desempeñó como  director de la Corporación Autónoma Regional del Valle (Cvc) y gobernador del Valle en reemplazo de Gustavo Álvarez Gardeazábal  quien fuera acusado por enriquecimiento ilícito en 1999. 
El presidente Andrés Pastrana designó a Juan Fernando Bonilla como gobernador para que terminara de cumplir el periodo de Gustavo Álvarez Gardeazábal ya que la ley establece que si falta menos de 18 meses para terminar el periodo para el que fue elegido, no se deben convocar elecciones.
Es hermano de la escritora y periodista María Elvira Bonilla Otoya.
| Predecesor: Gustavo Álvarez Gardeazábal | Gobernador del Valle del Cauca 1999 a 2000 | Sucesor: Germán Villegas Villegas |

- Datos: Q5949404